# Flugplatz Saint-André-de-l’Eure

i7
i11
i13
Das Aérodrome de Saint-André-de-l'Eure (ICAO-Code: LFFD) ist ein Flugplatz der Allgemeinen Luftfahrt. Er liegt in der Region Normandie im Département Eure auf dem Gebiet von Saint-André-de-l’Eure und Les Authieux etwa fünfzehn Kilometer südwestlich von Évreux. Der Flugplatz wurde während des Zweiten Weltkriegs als Militärflugplatz genutzt.

## Geschichte
Der Flugplatz entstand in den 1930er Jahren als Regionalflughafen in der Haute-Normandie zunächst ohne eine befestigte Start- und Landebahn.
Nach dem Waffenstillstand von 1940 diente er der deutschen Luftwaffe als Einsatzbasis. Ende Juni 1940 lag hier wenige Tage die I. Gruppe des Jagdgeschwaders 2 (I./JG 2) mit ihren Messerschmitt Bf 109E. Während der Luftschlacht um England war Saint-André von Ende Juli 1940 bis Mitte April 1941 Stationierungsort der mit Junkers Ju 88A ausgerüsteten II. Gruppe des Kampfgeschwaders 54 (II./KG 54).
Der Flugplatz wurde massiv ausgebaut, unter anderem erhielt er befestigte Roll-, zwei 1600 m lange Beton Start- und Landebahnen sowie weitere permanente Gebäude. Zwischen Juli 1941 und April 1942 wurde der so entstandene Fliegerhorst für Nachtangriffe auf England genutzt. Hierzu waren in Saint-André von November 1941 bis April 1942 die II. Gruppe des Kampfgeschwaders 55 (II./KG 54) auf Heinkel He 111H und im Juli/August 1942 die I. Gruppe des Kampfgeschwaders 30 (I./KG 30) mit ihren Junkers Ju 88A stationiert.
In der folgenden Kriegszeit diente der Flugplatz dann als Stützpunkt von Abfangjägern gegen die Tagangriffe der schweren Bomber der Eighth Air Force der United States Army Air Forces (USAAF). Daher waren hier von Anfang Dezember 1942, mit einer Unterbrechung im März/April 1943 bis Juni bzw. Oktober 1943 Focke-Wulf Fw 190A von Stab und I. Gruppe des Schnellkampfgeschwaders 10 (S. und I./SKG 10) stationiert.
Nach einer längeren Reparatur- und Erweiterungsphase begann im Winter 1943/1944 erneut die Nutzung durch verschiedene Einsatzverbände der Luftwaffe. Im Dezember/Januar lag hier die 1. Staffel des Kampfgeschwaders 51 (1./KG 51) mit ihren Messerschmitt Me 410. Von Mitte Mai bis Anfang Juni 1944 die Junkers Ju 188A der I. Gruppe des KG 54 (I./KG 54). Bei Beginn der alliierten Invasion war diese bereits durch die Ju 88A der 4. Staffel des Kampfgeschwaders 6 (4./KG 6) ersetzt worden an deren Stelle wiederum hier nach Invasionsbeginn für wenige Tage III. Gruppe des Jagdgeschwaders 3 (III./JG 3), ein Bf 109G Verband, trat. Die letzte hier stationierte Luftwaffeneinheit, ebenfalls mit Bf 109G ausgerüstet, war von Mitte Juni bis Anfang Juli 1944 die 4. Staffel der Aufklärungsgruppe 123 (4.(F)/123).
In den Jahren 1943/1944 war der Flugplatz wiederholt das Ziel amerikanischer Luftangriffe. Hierzu zählten auch Angriffe durch mittelschwere Martin B-26-Bomber und Republic P-47-Jagdbomber der Ninth Air Force.
Nach der Räumung der Gegend durch die deutschen Truppen wurde der beschädigte Flugplatz zunächst durch amerikanische Truppen instand gesetzt, um anschließend an die britische Royal Air Force übergeben zu werden. Advanced Landing Ground ALG A-, so seine alliierte Bezeichnung, wurde Basis der Second Tactical Air Force. Hier lag von Juli bis September 1944 das mit North American P-51Mustang Mk.III ausgerüstete 122. Wing. Neben der RAF nutzte zwischen November 1944 und September 1945 auch die amerikanische 442d Troop Carrier Group mit ihren Douglas DC-3/C-47 den Flugplatz. Anschließend wurde er an die französischen Luftstreitkräfte übergeben.
Diese unterstellten ihn ihrem Flugversuchszentrum Centre d'Essais en Vol (CEV) in Villacoublay, die Schulungen erfolgten auf Nord Martinet, Nord 1100 und SIPA. Das CEV verließ den Flugplatz 1975.

## Heutige Nutzung
Der Flugplatz wurde in kleinerer Form als Zivilflugplatz komplett für die Allgemeine Luftfahrt neu aufgebaut. Er besitzt neben der Hauptpiste eine weitere kurze Graspiste, die lediglich von Ultraleichtflugzeugen genutzt wird. Der Aéro-Club de l'Eure (ACE) wurde bereits 1957 gegründet und 1960 in Club Aéronautique de Saint André (CASA) umbenannt.
Außerhalb des heute genutzten Flugplatz-Areals existieren, insbesondere Richtung Osten, noch eine Reihe von Relikten des alten Militärflugplatzes.